# Fritz Hilpert
Fritz Hilpert (n. 31 mai 1956) este un membru al trupei electro-pop, Kraftwerk.
A studiat pianul și flautul în Germania, pânǎ în 1976. Începând cu 1978 a studiat ca inginer de sunet în Düsseldorf. În 1986 a obținut diploma de calificare ca inginer în tehnologia sunetului și a imaginii.
A lucrat ca inginer de sunet pe gratis cu câteva trupe germane, înainte sǎ lucreze cu Kraftwerk, în 1987.
În ceea ce privește munca de studio, Fritz l-a înlocuit pe Wolfgang Flur în concerte când trupa și-a reluat turneele în 1990 și a contribuit ca inginer de sunet la albumul The Mix lansat în anul 1991.
A adus importante contribuții muzicale la Kraftwerk începând cu Expo 2000 în 1999. Împreună cu Henning Schmitz, Fritz lucreazǎ ca inginer-sunet la studio-ul Kling-Klang și este administrator la site-urile Kraftwerk.com și Klingklang.com.
În timpul turneului australian din 2008, Fritz a suferit un atac de cord iar Kraftwerk au anulat un concert, însa și-a revenit repede iar trupa a continuat turneul imediat.